# Châtres-sur-Cher
Châtres-sur-Cher est une commune française située dans le département de Loir-et-Cher en région Centre-Val de Loire. Ses habitants sont les Castrais et Castraises.
Localisée au sud du département, la commune fait partie de la petite région agricole « la Grande Sologne », vaste étendue de bois et de prés aux récoltes médiocres.
L'occupation des sols est marquée par l'importance des espaces agricoles et naturels qui occupent la quasi-totalité du territoire communal. Plusieurs espaces naturels d'intérêt sont présents dans la commune : un site natura 2000 et une zone naturelle d'intérêt écologique, faunistique et floristique (ZNIEFF).  En 2010, l'orientation technico-économique de l'agriculture dans la commune est la culture des céréales et des oléoprotéagineux. À l'instar du département qui a vu disparaître le quart de ses exploitations en dix ans, le nombre d'exploitations agricoles a fortement diminué, passant de 103 en 1988, à 7 en 2000, puis à 9 en 2010.
L'origine du toponyme correspond soit à un ancien camp romain (castra), soit à un château du haut Moyen Âge sur la voie antique de Bourges à Tours. L'hypothèse antique se trouve corroborée par la découverte de nombreux vestiges lors du creusement du canal de Berry vers 1828. Les fouilles archéologiques réalisées sur le tracé de l'autoroute A85 attestent d'une présence humaine dès le néolithique.

## Géographie

### Localisation et communes limitrophes
La commune de Châtres-sur-Cher se trouve au sud du département de Loir-et-Cher, dans la petite région agricole de la Grande Sologne,. À vol d'oiseau, elle se situe à 56,5 km  de Blois, préfecture du département, à 16,1 km de Romorantin-Lanthenay, sous-préfecture, et à 26,5 km de Selles-sur-Cher, chef-lieu du canton de Selles-sur-Cher dont dépend la commune depuis 2015. La commune fait en outre partie du bassin de vie de Vierzon.
Les communes les plus proches sont : 
Thénioux (1,7 km) (Cher), Maray (2,5 km), Mennetou-sur-Cher (3,1 km), Saint-Georges-sur-la-Prée (4,9 km) (Cher), Saint-Loup (5,3 km), Méry-sur-Cher (6,4 km) (Cher), Langon-sur-Cher (6,7 km), Genouilly (8,3 km) (Cher) et Dampierre-en-Graçay (9,7 km) (Cher).

### Hydrographie

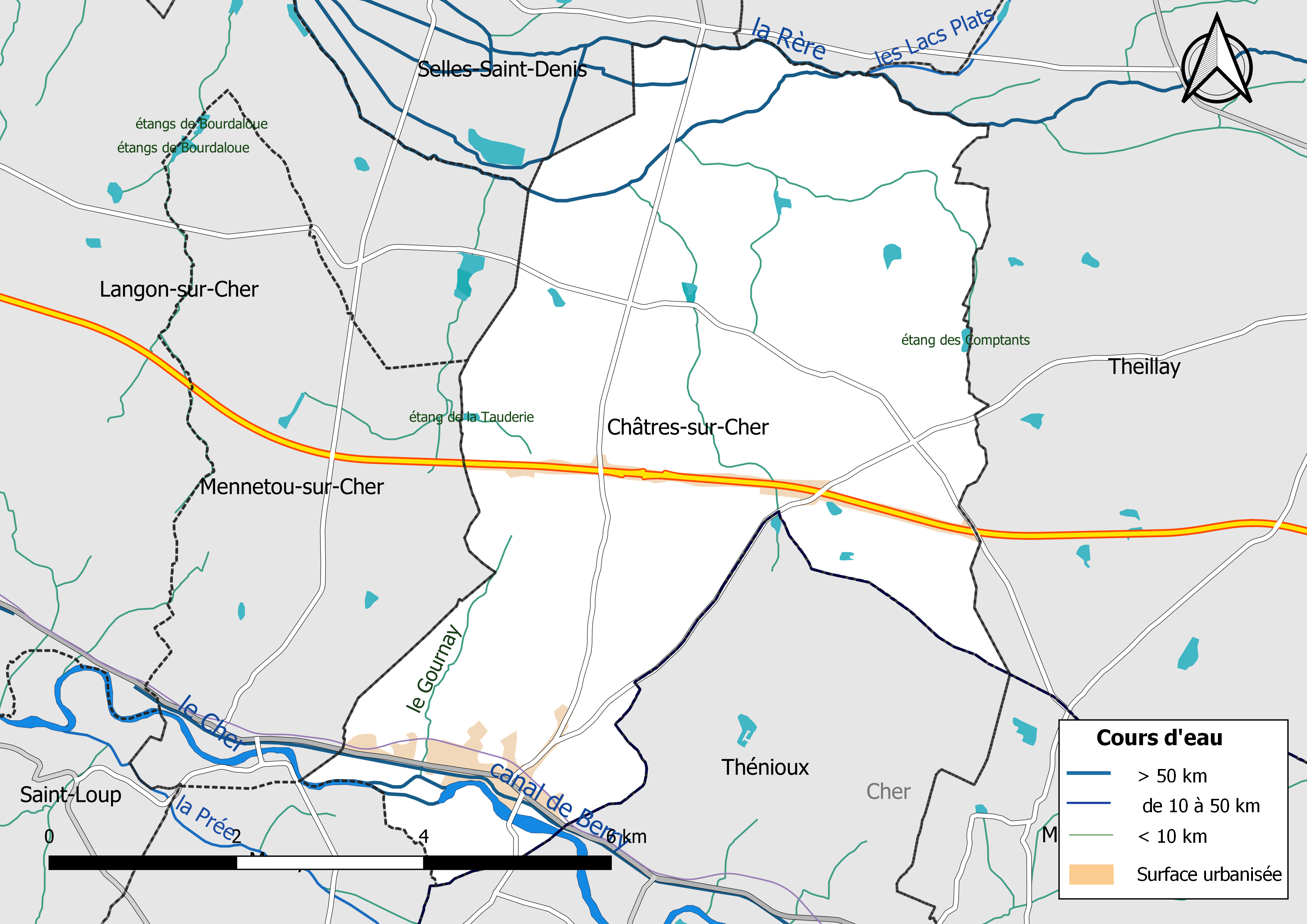
Réseau hydrographique de Châtres-sur-Cher.

La commune est drainée par le canal de Berry (2,595 km), le Cher (2,29 km), la Rère (1,657 km) le Gournay et par divers petits cours d'eau, constituant un réseau hydrographique de 26,59 km de longueur totale.
Le canal de Berry (d'abord « canal du Cher », puis « canal du duc de Berry » avant de prendre en 1830 son nom actuel) avait une longueur de 320 km. Réalisé entre 1808 et 1840, il a été utilisé jusqu'en 1945 puis a été déclassé et aliéné en 1955.
Le Cher, d'une longueur totale de 365,5 km, prend sa source dans la commune de Mérinchal (Creuse) et se jette  dans la Loire à Cinq-Mars-la-Pile (Indre-et-Loire), après avoir traversé 117 communes.
Sur le plan piscicole, ces cours d'eau sont classés en deuxième catégorie, où le peuplement piscicole dominant est constitué de poissons blancs (cyprinidés) et de carnassiers (brochet, sandre et perche).

### Climat
Pour des articles plus généraux, voir Climat du Centre-Val de Loire et Climat de Loir-et-Cher.
En 2010, le climat de la commune est de type climat océanique dégradé des plaines du Centre et du Nord, selon une étude du CNRS s'appuyant sur une série de données couvrant la période 1971-2000. En 2020, Météo-France publie une typologie des climats de la France métropolitaine dans laquelle la commune est exposée à un climat océanique altéré et est dans la région climatique Centre et contreforts nord du Massif Central, caractérisée par un air sec en été et un bon ensoleillement.
Pour la période 1971-2000, la température annuelle moyenne est de 11,5 °C, avec une amplitude thermique annuelle de 15,3 °C. Le cumul annuel moyen de précipitations est de 716 mm, avec 11,2 jours de précipitations en janvier et 6,9 jours en juillet. Pour la période 1991-2020, la température moyenne annuelle observée sur la station météorologique de Météo-France la plus proche, dans la commune de Theillay à 12 km à vol d'oiseau, est de 12,0 °C et le cumul annuel moyen de précipitations est de 810,9 mm,. Pour l'avenir, les paramètres climatiques de la commune estimés pour 2050 selon différents scénarios d'émission de gaz à effet de serre sont consultables sur un site dédié publié par Météo-France en novembre 2022.

### Milieux naturels et biodiversité

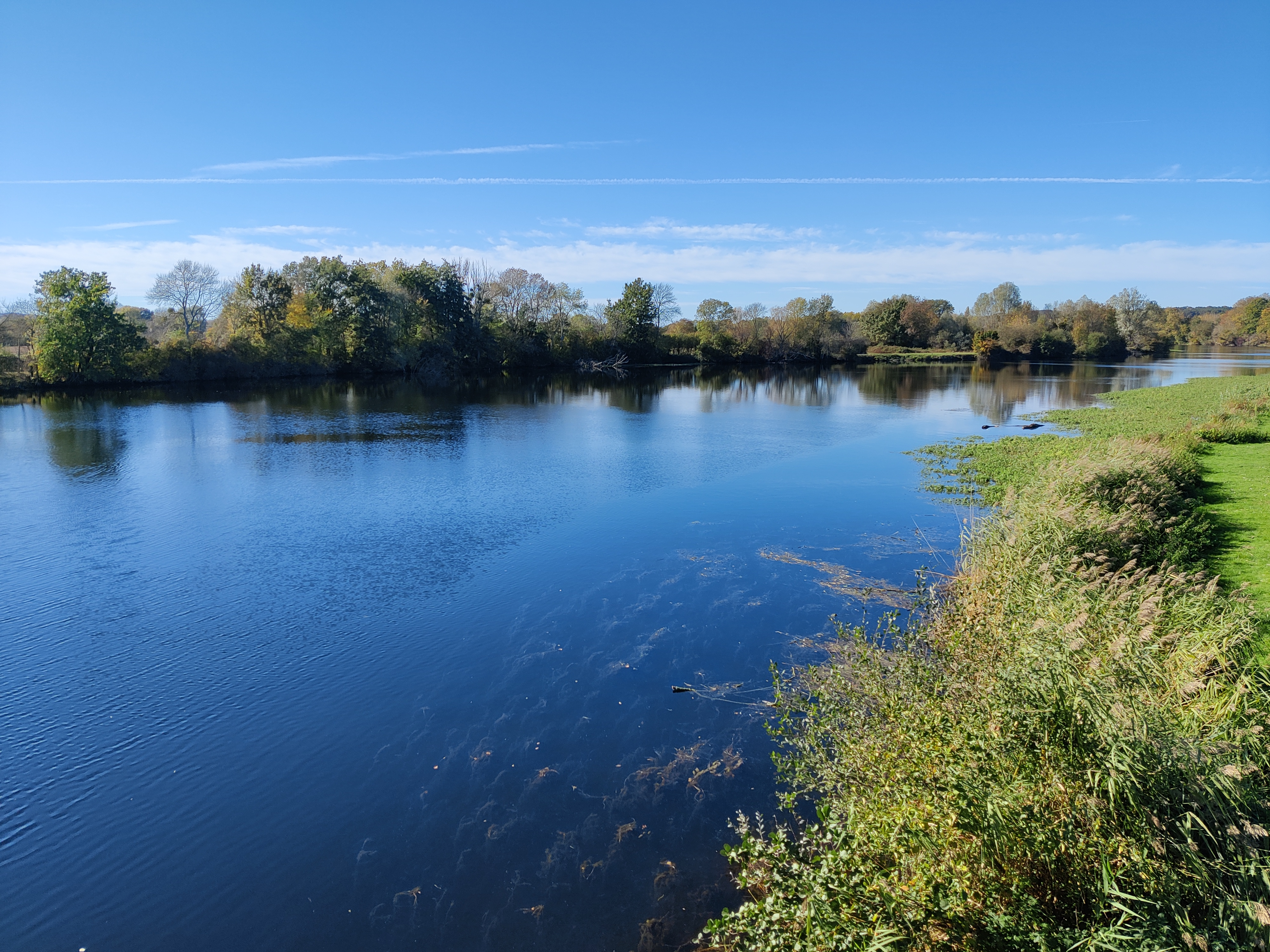
Les bords du Cher à Châtres-sur-Cher.

#### Sites Natura 2000
Le réseau Natura 2000 est un réseau écologique européen de sites naturels d'intérêt écologique élaboré à partir des Directives « Habitats » et « Oiseaux ». Ce réseau est constitué de Zones spéciales de conservation (ZSC) et de Zones de protection spéciale (ZPS). Dans les zones de ce réseau, les États membres s'engagent à maintenir dans un état de conservation favorable les types d'habitats et d'espèces concernés, par le biais de mesures réglementaires, administratives ou contractuelles. L'objectif est de promouvoir une gestion adaptée des habitats tout en tenant compte des exigences économiques, sociales et culturelles, ainsi que des particularités régionales et locales de chaque État membre. Les activités humaines ne sont pas interdites, dès lors que celles-ci ne remettent pas en cause significativement l'état de conservation favorable des habitats et des espèces concernés. Une partie du territoire communal est incluse dans le site Natura 2000 : 
la « Sologne », d'une superficie de 346 184 ha.

#### Zones naturelles d'intérêt écologique, faunistique et floristique
L'inventaire des zones naturelles d'intérêt écologique, faunistique et floristique (ZNIEFF) a pour objectif de réaliser une couverture des zones les plus intéressantes sur le plan écologique, essentiellement dans la perspective d'améliorer la connaissance du patrimoine naturel national et de fournir aux différents décideurs un outil d'aide à la prise en compte de l'environnement dans l'aménagement du territoire. Le territoire communal de Châtres-sur-Cher comprend une ZNIEFF : 
les « Prairies humides de la Merlette » (2,2 ha).

## Urbanisme

### Typologie
Au 1er janvier 2024, Châtres-sur-Cher est catégorisée commune rurale à habitat dispersé, selon la nouvelle grille communale de densité à sept niveaux définie par l'Insee en 2022.
Elle est située hors unité urbaine. Par ailleurs la commune fait partie de l'aire d'attraction de Romorantin-Lanthenay, dont elle est une commune de la couronne,. Cette aire, qui regroupe 29 communes, est catégorisée dans les aires de moins de 50 000 habitants,.

### Occupation des sols
L'occupation des sols est marquée par l'importance des espaces agricoles et naturels (96,8 %). La répartition détaillée ressortant de la base de données européenne d'occupation biophysique des sols Corine Land Cover millésimée 2012 est la suivante : 
terres arables (11,6 %), 
cultures permanentes (0,6 %), 
zones agricoles hétérogènes (15,4 %), 
prairies (3,5 %), 
forêts (65,2 %), 
milieux à végétation arbustive ou herbacée (0,7 %), 
zones urbanisées (1 %), 
espaces verts artificialisés non agricoles (0,5 %), 
zones industrielles et commerciales et réseaux de communication (1,7 %), 
eaux continentales (0,5 %).
L'agriculture façonne le territoire. Elle permet de maîtriser l'évolution des paysages mais engendre aussi des conflits d'usage à proximité des zones habitées. À l'échelle de l'unité géographique Plateau de Beauce, qui regroupe sept communes, dont Marolles, la consommation d'espaces agricoles et naturels entre 2002 et 2015 pour répondre aux besoins de développement a été relativement faible, 81,5 % des aménagements (logements, équipements, entreprises) ont été réalisés sur de nouveaux terrains, soit 36,2 hectares.

### Planification
En matière de planification, la commune disposait en 2017 d'une carte communale approuvée. Par ailleurs, à la suite de la loi ALUR (loi pour l'accès au logement et un urbanisme rénové) de mars 2014, un plan local d'urbanisme intercommunal couvrant le territoire de la Communauté de communes du Romorantinais et du Monestois a été prescrit le 3 décembre 2015.

### Habitat et logement
Le tableau ci-dessous présente la typologie des logements à Châtres-sur-Cher en 2016 en comparaison avec celle du Loir-et-Cher et de la France entière. Une caractéristique marquante du parc de logements est ainsi une proportion de résidences secondaires et logements occasionnels (16,1 %) inférieure à celle du département (18 %) mais supérieure à celle de la France entière (9,6 %). Concernant le statut d'occupation de ces logements, 73,9 % des habitants de la commune sont propriétaires de leur logement (73,4 % en 2011), contre 68,1 % pour le Loir-et-Cher et 57,6 pour la France entière.
|                                                         | Châtres-sur-Cher | Loir-et-Cher | France entière |
| ------------------------------------------------------- | ---------------- | ------------ | -------------- |
| Résidences principales (en %)                           | 67,5             | 74,5         | 82,3           |
| Résidences secondaires et logements occasionnels (en %) | 16,1             | 18           | 9,6            |
| Logements vacants (en %)                                | 16,4             | 7,5          | 8,1            |

### Voies de communications et transports

#### Voies
| 94 odonymes recensés à Châtres-sur-Cher au 2 février 2014 | 94 odonymes recensés à Châtres-sur-Cher au 2 février 2014 | 94 odonymes recensés à Châtres-sur-Cher au 2 février 2014 | 94 odonymes recensés à Châtres-sur-Cher au 2 février 2014 | 94 odonymes recensés à Châtres-sur-Cher au 2 février 2014 | 94 odonymes recensés à Châtres-sur-Cher au 2 février 2014 | 94 odonymes recensés à Châtres-sur-Cher au 2 février 2014 | 94 odonymes recensés à Châtres-sur-Cher au 2 février 2014 | 94 odonymes recensés à Châtres-sur-Cher au 2 février 2014 | 94 odonymes recensés à Châtres-sur-Cher au 2 février 2014 | 94 odonymes recensés à Châtres-sur-Cher au 2 février 2014 | 94 odonymes recensés à Châtres-sur-Cher au 2 février 2014 | 94 odonymes recensés à Châtres-sur-Cher au 2 février 2014 | 94 odonymes recensés à Châtres-sur-Cher au 2 février 2014 | 94 odonymes recensés à Châtres-sur-Cher au 2 février 2014 | 94 odonymes recensés à Châtres-sur-Cher au 2 février 2014 |
| Allée                                                     | Avenue                                                    | Bld                                                       | Chemin                                                    | Clos                                                      | Impasse                                                   | Montée                                                    | Passage                                                   | Place                                                     | Pont                                                      | Route                                                     | Rue                                                       | Sentier                                                   | Venelle                                                   | Autres                                                    | Total                                                     |
| --------------------------------------------------------- | --------------------------------------------------------- | --------------------------------------------------------- | --------------------------------------------------------- | --------------------------------------------------------- | --------------------------------------------------------- | --------------------------------------------------------- | --------------------------------------------------------- | --------------------------------------------------------- | --------------------------------------------------------- | --------------------------------------------------------- | --------------------------------------------------------- | --------------------------------------------------------- | --------------------------------------------------------- | --------------------------------------------------------- | --------------------------------------------------------- |
| 2                                                         | 0                                                         | 0                                                         | 17                                                        | 0                                                         | 5                                                         | 0                                                         | 0                                                         | 2                                                         | 0                                                         | 3                                                         | 16                                                        | 0                                                         | 0                                                         | 49                                                        | 94                                                        |
| Notes « N »                                               | Notes « N »                                               | 1. 2. 3. 4. 5.                                            | 1. 2. 3. 4. 5.                                            | 1. 2. 3. 4. 5.                                            | 1. 2. 3. 4. 5.                                            | 1. 2. 3. 4. 5.                                            | 1. 2. 3. 4. 5.                                            | 1. 2. 3. 4. 5.                                            | 1. 2. 3. 4. 5.                                            | 1. 2. 3. 4. 5.                                            | 1. 2. 3. 4. 5.                                            | 1. 2. 3. 4. 5.                                            | 1. 2. 3. 4. 5.                                            | 1. 2. 3. 4. 5.                                            | 1. 2. 3. 4. 5.                                            |
| Sources : rue-ville.info & OpenStreetMap                  |                                                           |                                                           |                                                           |                                                           |                                                           |                                                           |                                                           |                                                           |                                                           |                                                           |                                                           |                                                           |                                                           |                                                           |                                                           |

### Risques majeurs
Le territoire communal de Châtres-sur-Cher est vulnérable à différents aléas naturels : inondations (par débordement du Cher ou par ruissellement), climatiques (hiver exceptionnel ou canicule), feux de forêts, mouvements de terrains ou sismique (sismicité très faible). Il est également exposé à deux risques technologiques : le risque industriel et  le transport de matières dangereuses,.

#### Risques naturels

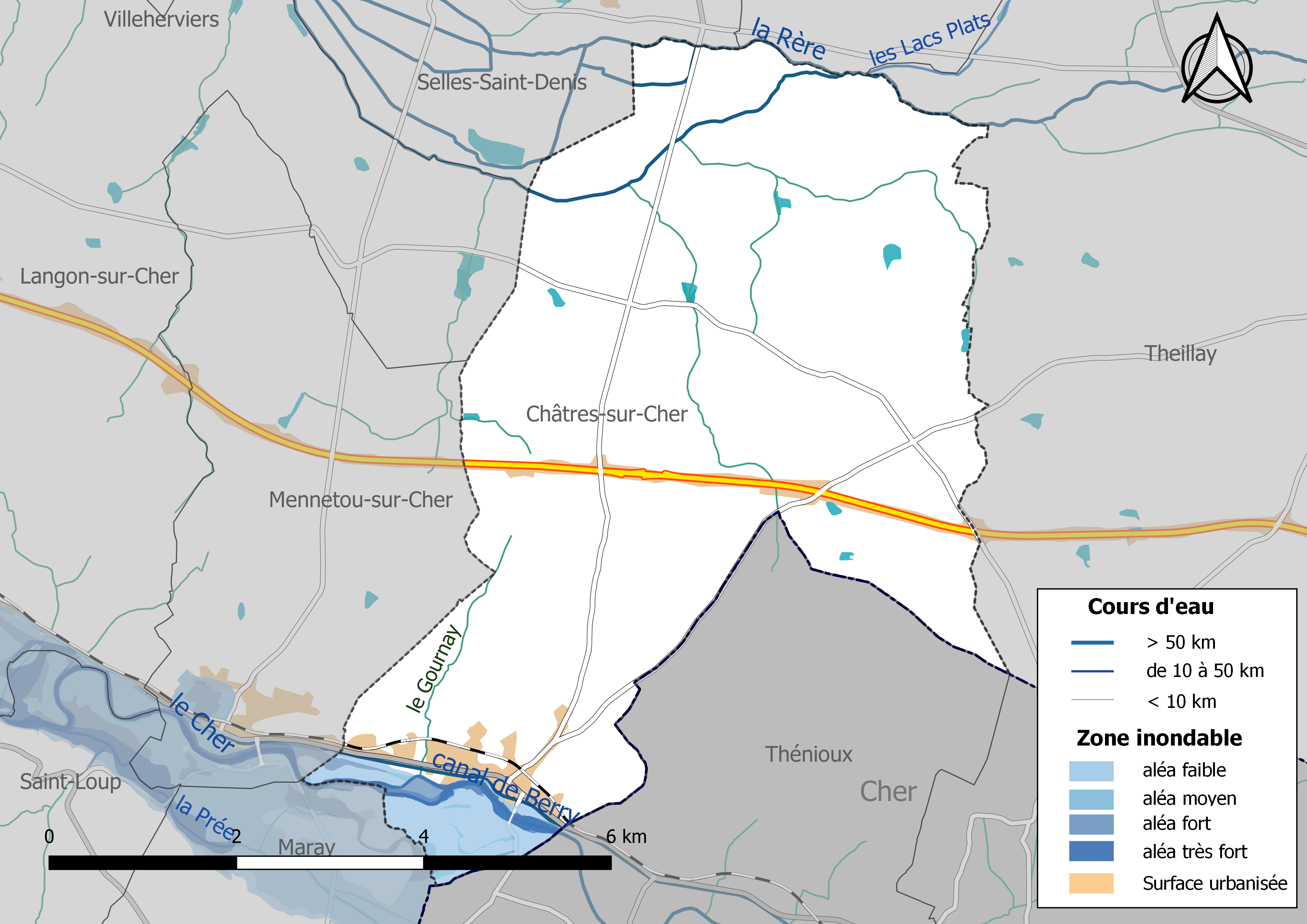
Zones inondables de la commune de Châtres-sur-Cher.

Les mouvements de terrains susceptibles de se produire dans la commune sont soit liés au retrait-gonflement des argiles, soit des chutes de blocs, soit des glissements de terrains, soit des effondrements liés à des cavités souterraines. Le phénomène de retrait-gonflement des argiles est la conséquence d'un changement d'humidité des sols argileux. Les argiles sont capables de fixer l'eau disponible mais aussi de la perdre en se rétractant en cas de sécheresse. Ce phénomène peut provoquer des dégâts très importants sur les constructions (fissures, déformations des ouvertures) pouvant rendre inhabitables certains locaux. La carte de zonage de cet aléa peut être consultée sur le site de l'observatoire national des risques naturels Georisques. Une autre carte permet de prendre connaissance des cavités souterraines localisées dans la commune.
Les crues du Cher sont moins importantes que celles de la Loire, mais elles peuvent provoquer des dégâts importants. Les crues historiques sont celles de 1856 (5 m à l'échelle de Noyers-sur-Cher), 1940 (4,03 m) et 1977 (3,58 m). Le débit maximal historique est de 1 560 m3/s et caractérise une crue de retour supérieur à cent ans pour Montrichard Val de Cher. Le risque d'inondation est pris en compte dans l'aménagement du territoire de la commune par le biais du Plan de prévention du risque inondation (PPRI) du Cher.

#### Risques technologiques
MBDA, société spécialisée dans l'intégration des missiles, du prototype à la série et la conception et fabrication d'antennes aérospatiales,  est une entreprise de statut Seveso seuil haut. À ce titre, en cas d'accident, elle représente un risque majeur pour l'environnement qui doit être pris en compte dans les documents d'urbanisme. Un Plan de prévention des risques technologiques a été élaboré et approuvé à cet effet.
Le risque de transport de marchandises dangereuses dans la commune est lié à sa traversée par une route à fort trafic et une canalisation de transport de gaz. Un accident se produisant sur de telles infrastructures est en effet susceptible d'avoir des effets graves au bâti ou aux personnes jusqu'à 350 m, selon la nature du matériau transporté. Des dispositions d'urbanisme peuvent être préconisées en conséquence.

## Toponymie
Châtres-sur-Cher devint le nom officiel de la commune peu après la fin de la Première Guerre mondiale, par un décret du 25 décembre 1918, permettant ainsi une différenciation avec ses 5 communes homonymes.

## Politique et administration

### Découpage territorial
La commune de Châtres-sur-Cher est membre de la Communauté de communes du Romorantinais et du Monestois, un établissement public de coopération intercommunale (EPCI) à fiscalité propre créé le 1er janvier 2009.
Elle est rattachée sur le plan administratif à l'arrondissement de Romorantin-Lanthenay, au département de Loir-et-Cher et à la région Centre-Val de Loire, en tant que circonscriptions administratives. Sur le plan électoral, elle est rattachée au canton de Selles-sur-Cher depuis 2015 pour l'élection des conseillers départementaux et à la deuxième circonscription de Loir-et-Cher pour les élections législatives.

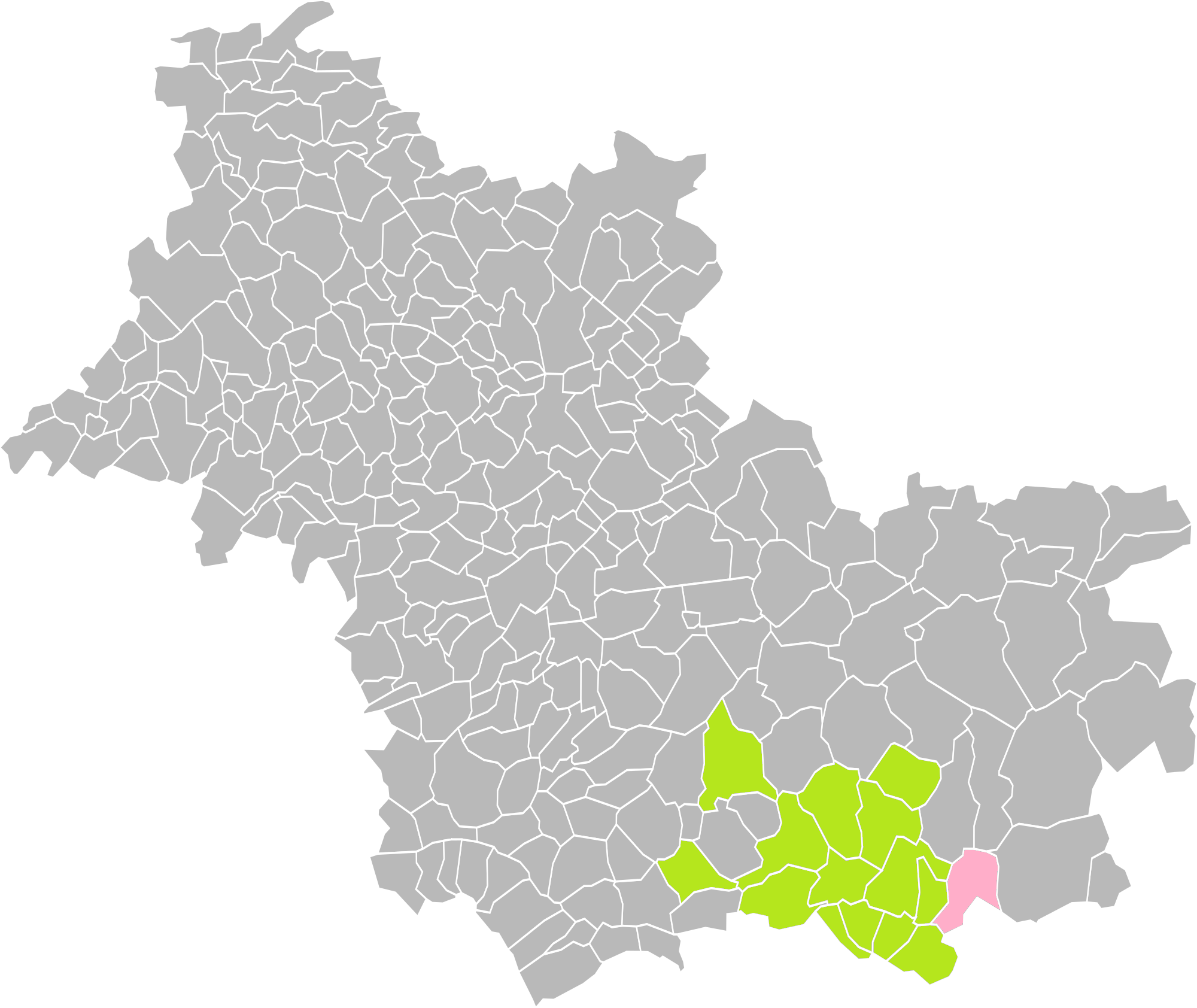
Châtres-sur-Cher dans l'intercommunalité en 2016.
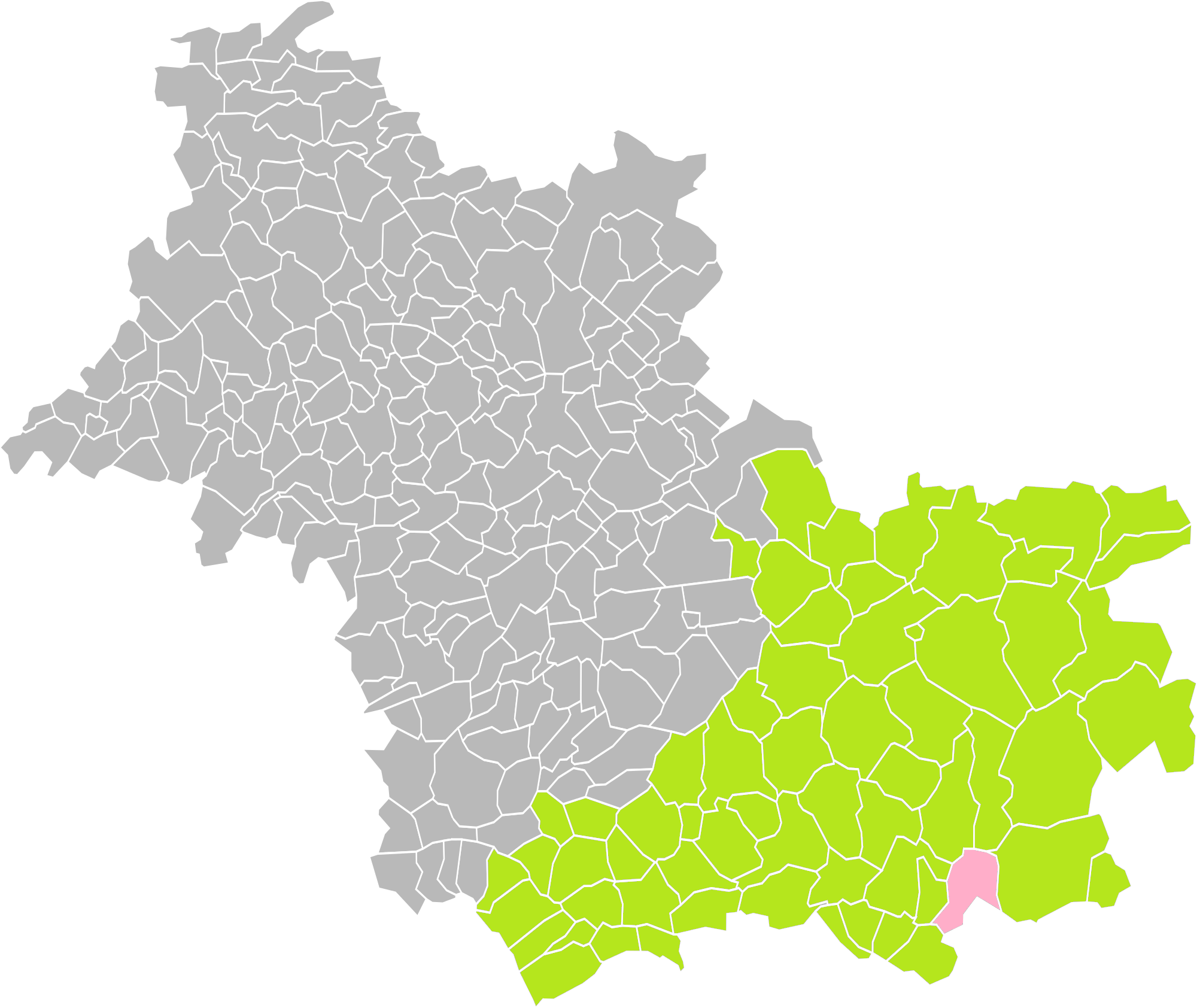
Châtres-sur-Cher dans l'arrondissement de Romorantin-Lanthenay en 2016.
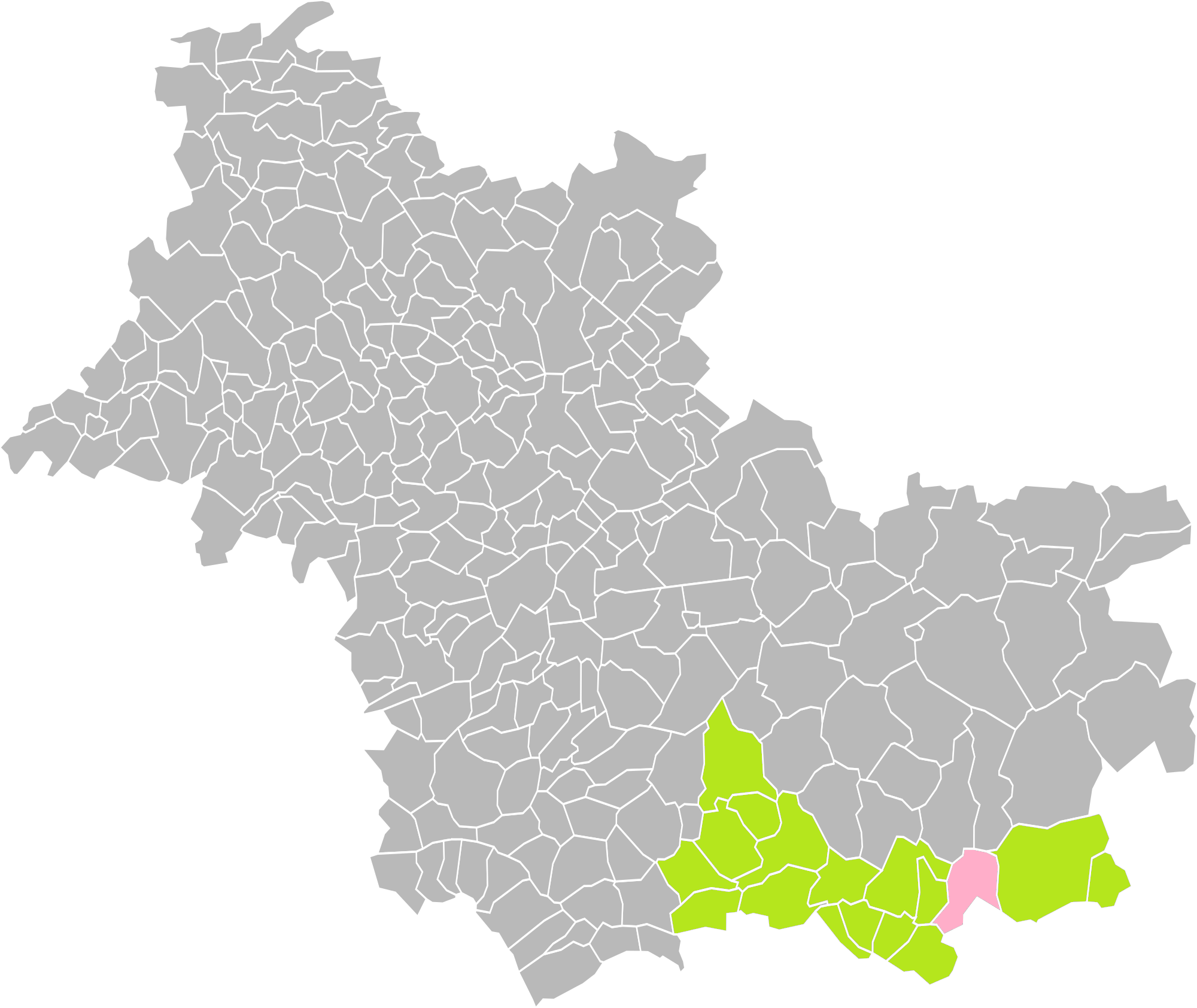
Châtres-sur-Cher dans le canton de Selles-sur-Cher en 2016.

### Politique et administration municipale

#### Conseil municipal et maire
Le conseil municipal de Châtres-sur-Cher, commune de plus de 1 000 habitants, est élu au scrutin proportionnel plurinominal avec prime majoritaire. Compte tenu de la population communale, le nombre de sièges au conseil municipal est de 15. Le maire, à la fois agent de l'État et exécutif de la commune en tant que collectivité territoriale, est élu par le conseil municipal au scrutin secret lors de la première réunion du conseil suivant les élections municipales, pour un mandat de six ans, c'est-à-dire pour la durée du mandat du conseil.
| Période                                  | Période   | Identité                               | Étiquette | Qualité                                            |
| ---------------------------------------- | --------- | -------------------------------------- | --------- | -------------------------------------------------- |
| 21 avr. 1790                             | 1808      | Jean-Baptiste Gautrat                  |           |                                                    |
| janv. 1808                               | 1812      | Etienne Soupiron                       |           |                                                    |
| 4 fév. 1812                              | 1812      | Jean-Baptiste Gautrat                  |           |                                                    |
| 8 déc. 1812                              | 1815      | Jean Soupiron                          |           |                                                    |
| 1815                                     | 1824      | François Ouvrard                       |           |                                                    |
| 1er fév. 1824                            | 1824      | Jean-Baptiste Plessard                 |           |                                                    |
| 16 déc. 1824                             | 1836      | André Tarquis                          |           |                                                    |
| 1836                                     | 1844      | François Ouvrard                       |           |                                                    |
| 1844                                     | 1846      | Vacance du poste (démission Ouvrard)   |           |                                                    |
| 1846                                     | 1850      | Jean-Baptiste Plessard                 |           |                                                    |
| 1850                                     | 1854      | André Tarquis maire provisoire         |           |                                                    |
| sept. 1854                               | 1855      | Alexandre Boussion                     |           |                                                    |
| 16 déc. 1855                             | 1860      | Vacance du poste (démission Boussion)  |           |                                                    |
| août 1860                                | 1866      | Jacques Polyécot                       |           |                                                    |
| 15 fév. 1866                             | 1870      | François Ouvrard                       |           |                                                    |
| 21 août 1870                             | 1870      | André Tarquis (Interim)                |           |                                                    |
| 16 sept. 1870                            | 1872      | Jules Plessard                         |           |                                                    |
| 12 oct. 1872                             | 1881      | André Tarquis (fils)                   |           |                                                    |
| 1881                                     | 1884      | Etienne Boin                           |           |                                                    |
| 1894                                     | 1902      | Jean-Baptiste Charpigny                |           |                                                    |
| 1902                                     | 1925      | Baron Célian Sébastien Goury de Roslan |           |                                                    |
| 1925                                     | 1940      | Alphonse Thibault                      |           |                                                    |
| 9 oct. 1944                              | 1959      | Auguste Aucante                        |           |                                                    |
| mars 1959                                | 1962      | Gaston Petat                           |           |                                                    |
| 1962                                     | 1977      | Aymar de La Rochefoucauld              |           | Petit-fils du Baron Goury de Roslan                |
| mars 1977                                | 1983      | P. Reuillon                            |           |                                                    |
| mars 1983                                | 1989      | R. Petit                               |           |                                                    |
| mars 1989                                | 1990      | R. Tripeau                             |           |                                                    |
| janvier 1990                             |           | Michel Baudoin                         | PS        |                                                    |
| Les données manquantes sont à compléter. |           |                                        |           |                                                    |
| 2008                                     | 2014      | Jackie Depardieu                       |           |                                                    |
| mars 2014                                | mars 2024 | Sylvie Doucet-Lauverjat,               | DVD       | Professeure des écoles ou instituteur ou assimilée |
| mars 2024                                |           | Claude de Carfort                      |           |                                                    |
| Les données manquantes sont à compléter. |           |                                        |           |                                                    |

## Population et société

### Démographie

#### Évolution démographique
L'évolution du nombre d'habitants est connue à travers les recensements de la population effectués dans la commune depuis 1793. Pour les communes de moins de 10 000 habitants, une enquête de recensement portant sur toute la population est réalisée tous les cinq ans, les populations de référence des années intermédiaires étant quant à elles estimées par interpolation ou extrapolation. Pour la commune, le premier recensement exhaustif entrant dans le cadre du nouveau dispositif a été réalisé en 2006.

En 2022, la commune comptait 1 134 habitants, en évolution de +3,37 % par rapport à 2016 (Loir-et-Cher : −1,15 %, France hors Mayotte : +2,11 %).
| 1793 | 1800 | 1806 | 1821 | 1831 | 1836 | 1841 | 1846  | 1851  |
| ---- | ---- | ---- | ---- | ---- | ---- | ---- | ----- | ----- |
| 777  | 746  | 791  | 814  | 916  | 988  | 965  | 1 028 | 1 066 |

| 1856  | 1861  | 1866  | 1872  | 1876  | 1881  | 1886  | 1891  | 1896  |
| ----- | ----- | ----- | ----- | ----- | ----- | ----- | ----- | ----- |
| 1 058 | 1 088 | 1 144 | 1 163 | 1 241 | 1 220 | 1 255 | 1 280 | 1 265 |

| 1901  | 1906  | 1911  | 1921  | 1926  | 1931  | 1936  | 1946  | 1954  |
| ----- | ----- | ----- | ----- | ----- | ----- | ----- | ----- | ----- |
| 1 300 | 1 412 | 1 415 | 1 308 | 1 303 | 1 362 | 1 312 | 1 208 | 1 214 |

| 1962  | 1968  | 1975  | 1982  | 1990  | 1999  | 2006  | 2011  | 2016  |
| ----- | ----- | ----- | ----- | ----- | ----- | ----- | ----- | ----- |
| 1 144 | 1 059 | 1 009 | 1 110 | 1 074 | 1 129 | 1 069 | 1 099 | 1 097 |

| 2021  | 2022  | - | - | - | - | - | - | - |
| ----- | ----- | - | - | - | - | - | - | - |
| 1 122 | 1 134 | - | - | - | - | - | - | - |

#### Pyramide des âges
La population de la commune est relativement âgée.
En 2018, le taux de personnes d'un âge inférieur à 30 ans s'élève à 26,6 %, soit en dessous de la moyenne départementale (31,3 %). À l'inverse, le taux de personnes d'âge supérieur à 60 ans est de 39,1 % la même année, alors qu'il est de 31,6 % au niveau départemental.
En 2018, la commune comptait 517 hommes pour 586 femmes, soit un taux de 53,13 % de femmes, légèrement supérieur au taux départemental (51,45 %).
Les pyramides des âges de la commune et du département s'établissent comme suit.
| Hommes | Classe d’âge | Femmes |
| ------ | ------------ | ------ |
| 1,9    | 90 ou +      | 6,1    |
| 11,6   | 75-89 ans    | 16,0   |
| 21,4   | 60-74 ans    | 20,6   |
| 19,4   | 45-59 ans    | 18,0   |
| 16,5   | 30-44 ans    | 15,1   |
| 13,5   | 15-29 ans    | 9,1    |
| 15,7   | 0-14 ans     | 15,1   |

| Hommes | Classe d’âge | Femmes |
| ------ | ------------ | ------ |
| 1,1    | 90 ou +      | 2,6    |
| 9,2    | 75-89 ans    | 11,9   |
| 19,7   | 60-74 ans    | 20,4   |
| 20,7   | 45-59 ans    | 20     |
| 16,5   | 30-44 ans    | 16,2   |
| 15,2   | 15-29 ans    | 13,2   |
| 17,6   | 0-14 ans     | 15,7   |

## Économie

### Secteurs d'activité
Le tableau ci-dessous détaille le nombre d'entreprises implantées à Châtres-sur-Cher selon leur secteur d'activité et le nombre de leurs salariés :
|                                                              | total | % com (% dep) | 0 salarié | 1 à 9 salarié(s) | 10 à 19 salariés | 20 à 49 salariés | 50 salariés ou plus |
| ------------------------------------------------------------ | ----- | ------------- | --------- | ---------------- | ---------------- | ---------------- | ------------------- |
| Ensemble                                                     | 77    | 100,0 (100)   | 59        | 16               | 1                | 0                | 1                   |
| Agriculture, sylviculture et pêche                           | 8     | 10,4 (11,8)   | 6         | 2                | 0                | 0                | 0                   |
| Industrie                                                    | 5     | 6,5 (6,5)     | 2         | 3                | 0                | 0                | 0                   |
| Construction                                                 | 14    | 18,2 (10,3)   | 11        | 3                | 0                | 0                | 0                   |
| Commerce, transports, services divers                        | 34    | 44,2 (57,9)   | 29        | 5                | 0                | 0                | 0                   |
| dont commerce et réparation automobile                       | 15    | 19,5 (17,5)   | 12        | 3                | 0                | 0                | 0                   |
| Administration publique, enseignement, santé, action sociale | 16    | 20,8 (13,5)   | 11        | 3                | 1                | 0                | 1                   |
| Champ : ensemble des activités.                              |       |               |           |                  |                  |                  |                     |

Le secteur du commerce, transports et services divers est prépondérant dans la commune (34 entreprises sur 77). 
Sur les 77 entreprises implantées à Châtres-sur-Cher en 2016, 59 ne font appel à aucun salarié, 16 comptent 1 à 9 salariés, 1 emploie entre 10 et 19 personnes

### Agriculture
En 2010, l'orientation technico-économique de l'agriculture dans la commune est la culture de céréales et d'oléoprotéagineux (COP). Le département a perdu près d'un quart de ses exploitations en 10 ans, entre 2000 et 2010 (c'est le département de la région Centre-Val de Loire qui en compte le moins). Cette tendance se retrouve également au niveau de la commune où le nombre d'exploitations est passé de 25 en 1988 à 7 en 2000 puis à 9 en 2010. Parallèlement, la taille de ces exploitations augmente, passant de 36 ha en 1988 à 50 ha en 2010. 
Le tableau ci-dessous présente les principales caractéristiques des exploitations agricoles de Châtres-sur-Cher, observées sur une période de 22 ans : 
|                                      | 1988                 | 2000                 | 2010                 |
| Dimension économique                 | Dimension économique | Dimension économique | Dimension économique |
| ------------------------------------ | -------------------- | -------------------- | -------------------- |
| Nombre d'exploitations (u)           | 25                   | 7                    | 9                    |
| Travail (UTA)                        | 23                   | 6                    | 7                    |
| Surface agricole utilisée (ha)       | 889                  | 364                  | 447                  |
| Cultures                             |                      |                      |                      |
| Terres labourables (ha)              | 634                  | 241                  | 355                  |
| Céréales (ha)                        | 319                  | 185                  | 253                  |
| dont blé tendre (ha)                 | 35                   | 52                   | 31                   |
| dont maïs-grain et maïs-semence (ha) | 146                  | s                    | 78                   |
| Tournesol (ha)                       | 96                   | s                    |                      |
| Colza et navette (ha)                | s                    |                      |                      |
| Élevage                              |                      |                      |                      |
| Cheptel (UGBTA)                      | 382                  | 179                  | 69                   |

## Culture locale et patrimoine

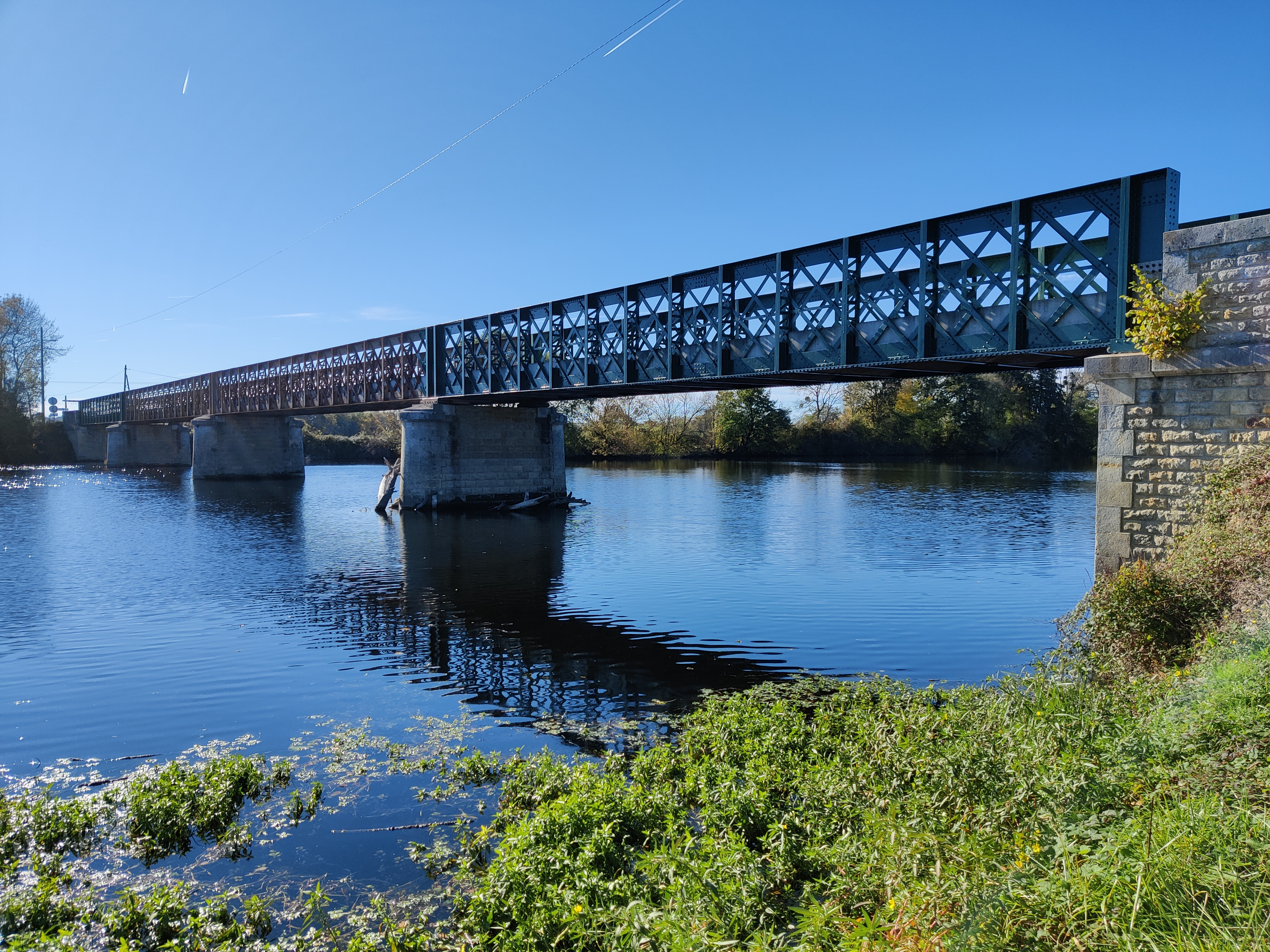
Le pont sur le Cher à Châtres-sur-Cher.

### Lieux et monuments
- Église Saint-Martin de Châtres-sur-Cher, inscrite à l'inventaire supplémentaire des monuments historiques[63]. Le clocher en pierre de l'église Saint-Martin de Châtres-sur-Cher date du XIIIe s. et présente en intérieur de belles croisées d'ogives. Il contient quatre cloches (le Bourbon, Marie-Marguerite, Marie et Charlotte Marie). Le chœur refait au XIXe s. conserve deux groupes de trois colonnettes du XIIIe s. avec chapiteaux à crochets de style gothique angevin.
- Château de Douy (privé) : La construction du château remonterait au début du XVIIIe s., toutefois, la partie nord non visible de la route présente des vestiges du XVIe s. Le bâtiment principal fut surélevé vers 1890. La remise située en dehors du parc du château est certainement le bâtiment le plus ancien du domaine en l'état initial (limite XVIIe-XVIIIe s.). Le château est propriété de la Maison de La Rochefoucauld.
- Le Vieux moulin dit Moulin Boutet, datant du XVIe siècle, inscrit aux monuments historiques en 1925 mais radié en 2023[64].

### Héraldique
|  | Les armoiries de Châtres-sur-Cher se blasonnent ainsi : Coupé : au premier d'azur au chevron d'or, accompagné de trois demi-vols d'argent, celui de senestre contourné, au second de gueules au lion d'or surmonté de trois étoiles d'argent rangées en chef. Création Pierre Jean Cavey, Jean-Louis Boncoeur, Jean Branger et Robert Tripeau (1980). Source armorial des communes de Loir-et-Cher J.-P. Fernon et P. Rousseau. |

## Personnalités liées à la commune
- Jean Abel Secretin, résistant, né le 11 juin 1921. Membre du groupe de résistance Graçay Nord, il rejoint les FFI le 20 mai 1944. Volontaire pour recevoir un parachutage, il est tué par un groupe de S.S. le 8 juillet 1944[66],[67],
- Roger Taillibert, né à Châtres-sur-Cher le 21 janvier 1926 et mort le 3 octobre 2019, architecte français. Spécialiste renommé pour l'utilisation des voiles de béton, il est, entre autres, l'architecte de la piscine de Deauville en 1965, du parc des Princes de Paris de 1969 à 1972, de la Cité scolaire de Chamonix-Mont-Blanc, du stadium Nord de Villeneuve-d'Ascq inauguré en 1976 et du stade olympique de Montréal réalisé pour les Jeux olympiques de 1976. Il a été élu à l'Académie des Beaux-Arts en 1983 au fauteuil d'Eugène Baudoin. Président de l'Académie en 2004 et 2010, président de l'Institut en 2010. Il est en outre membre de l'Académie des sports.
- Pierre Jean Cavey, résistant, membre de CDLL à Saint-Cyr-l'École du 1er mai 1942 au 24 août 1944 (libération de la commune)[68],[69], né le 24 décembre 1921 à Saint-Cyr-l'École et décédé le 20 octobre 2010 à Romorantin. Ancien directeur de l'usine Flambo de Vierzon, route du Vieux Domaine de 1968 à 1985[70].